# ولاس ضد جفري
والاس ضد. جافري ، 472 US 38 (1985) كانت قضية للمحكمة العليا بالولايات المتحدة للبت في مسألة الصلاة الصامتة في االمدارس.

## خلفية
سمح قانون في ولاية ألاباما للمعلمين بتخصيص دقيقة واحدة في بداية كل يوم للحظة «للتأمل أو الصلاة الطوعية».
إسماعيل جفري، مواطن أمريكي، كان مقيمًا في مقاطعة موبايل ، ألاباما وأب لثلاثة طلاب التحقوا بالمدرسة في نظام المدارس العامة في مقاطعة المحمول؛ كان اثنان من الأطفال الثلاثة في الصف الثاني والثالث في روضة الأطفال. كان أصغره يسخر من أقرانه لأنه رفض أن يتلو الصلاة. في 28 مايو 1982، رفع جفري دعوى قضائية بتسمية مجلس مدرسة مقاطعة المحمول، ومسؤولين مختلفين بالمدرسة، والمدعين الصغار الثلاثة المدعى عليهم. سعى جفري إلى إصدار حكم تفسيري وأمر قضائي يقيد المدعى عليهم من «الحفاظ على خدمات الصلاة الدينية العادية أو السماح بالحفاظ عليها أو غيرها من أشكال الاحتفالات الدينية في المدارس العامة في المقاطعة المتنقلة في انتهاك للتعديل الأول كما ينطبق على الولايات بموجب التعديل الرابع عشر لدستور الولايات المتحدة».
كما زعمت شكوى جفري أن اثنين من أبنائه قد تعرضا لأفعال مختلفة من التلقين الديني وأن المدرسين المتهمين قد قادوا فصولهم في أداء بعض الصلوات في انسجام تام على أساس يومي. أنه نتيجة لعدم المشاركة في الصلاة، تعرض أطفاله القاصرون للنبذ من زملائهم في مجموعة أقرانهم؛ وأن جفري قد طلب مرارًا وتكرارًا ولكن دون جدوى وقف الصلاة.
على الرغم من إصدار أمر قضائي مبدئي في البداية،  سمحت محكمة الولايات المتحدة المحلية للمنطقة الجنوبية من ألاباما في النهاية بالممارسة ووجدت لصالح المتهمين. نقضت محكمة الاستئناف الأمريكية للدائرة الحادية عشرة، واعتبرت أن القانون غير دستوري.

## احتجاز

### القرار
قضت المحكمة العليا، 6-3، بأن قانون ألاباما ينتهك المبدأ الدستوري. كتب القاضي جون بول ستيفنز رأي الأغلبية وانضم إليه القضاة ويليام ج. برينان الابن وثورغود مارشال وهاري بلاكمون ولويس باول. في رأيه الأصلي، أشار القاضي جون بول ستيفنز إلى «المحمدية» عند الإشارة إلى العقيدة الإسلامية، لكنه غير ذلك إلى الإسلام بعد تلقيه رسالة من عمر قادر، رئيس اللجنة الأمريكية العربية لمكافحة التمييز آنذاك.  كتب القاضي باول رأيًا موافقًا منفصلاً، وكتبت القاضية ساندرا داي أوكونور رأيًا موافقًا في الحكم. أصدر رئيس المحكمة وارين إي. برجر والقضاة المساعدون ويليام رينكويست (رئيس القضاة لاحقًا) وبايرون وايت آراء مخالفة. أكد رينكويست أن تعليل بند التأسيس للمحكمة كان معيبًا من حيث أنه استند إلى كتابات توماس جيفرسون، الذي لم يكن مؤلف البند.

### فتوى المحكمة
لاحظت المحكمة أولاً أن «الافتراض القائل بأن العديد من الدول لا تتمتع بسلطة أكبر لتقييد الحريات الفردية التي يحميها التعديل الأول مما يفعله كونغرس الولايات المتحدة» هو «جزء لا يتجزأ من فقهنا الدستوري» وأن «التعديل الأول لتقليص سلطة الكونغرس في التدخل في حرية الفرد في الاعتقاد والعبادة والتعبير عن نفسه وفقًا لما يمليه عليه ضميره». «اختبار الليمون»، الذي أنشأته المحكمة سابقًا للمساعدة في تحديد ما إذا كان التشريع ينتهك بند التأسيس، والذي تم تضمينه كعامل «يجب أن يكون للقانون غرض تشريعي علماني»، ورأت المحكمة أيضًا في جفري أن «التعديل الأول يتطلب أنه يجب إبطال قانون إذا كان مدفوعًا بالكامل بغرض تعزيز الدين».
أظهر السجل في القضية ليس فقط أن قانون ألاباما «لم يكن مدفوعًا بأي غرض علماني واضح» ولكن «في الواقع، القانون ليس له غرض علماني». مع عدم وجود غرض علماني وراء القانون، ولأنه وسع قانونًا سابقًا سمح بالفعل بالتأمل بحيث يتضمن الآن صراحة «الصلاة الطوعية» أيضًا، كان الاستنتاج الوحيد الممكن هو أن القانون الجديد قد صدر «لغرض وحيد هو يعبر عن تأييد الدولة لأنشطة الصلاة لمدة دقيقة واحدة في بداية كل يوم دراسي». نظرًا لأن «هذا التأييد لا يتوافق مع المبدأ الراسخ بأن الحكومة يجب أن تتبع مسارًا من الحياد التام تجاه الدين»، فقد حكمت المحكمة لصالح جافري وأيدت قرار الدائرة الحادية عشرة.

## المعارضات

### رئيس العدل برجر
في معارضته لقضية المحكمة العليا الأمريكية، والاس ضد. جفري ، رئيس المحكمة العليا برغر يعبر عن عدة أسباب لرأيه بأن المحكمة قررت خطأ. ويبدأ بالإشارة إلى أن التشريع الذي يجيز الصمت في بداية اليوم الدراسي، والذي يذكر كلمة «صلاة»، لا يروج للدين بشكل غير دستوري. ويؤكد أن الحكم ضد هذا القانون هو في الواقع عدواني بشكل مباشر ومخيف للدين، وهو أمر غير دستوري مثل التأسيس الصريح للدين. في نقطته الأولى أيضًا، يعترض على القرار مع النقطة التي مفادها أن المدرسة هي دستوريًا على نفس مستوى الحكومة مثل الهيئات التشريعية الحكومية والفدرالية وحتى المحكمة العليا. وبالتالي، فإن إقرار «لحظة صمت» مع اقتراح مائل للصلاة لا يقل دستوريًا مثل افتتاح جلسة الكونغرس أو المحكمة بصلاة من قبل قسيس ممول من القطاع العام.
في نقطته التالية، يؤكد برجر على هشاشة التفكير المحيطي للمحكمة، بما في ذلك على وجه التحديد تصريحات راعي القانون والاختلافات بين النظام الأساسي والنظام الأساسي السابق. حول موضوع تعليقات الراعي للقانون، أثار العديد من النقاط التي تعمل على إبطال استخدام البيانات كدليل على النية الأصلية للهيئة التشريعية في وقت سن القانون. أولاً، يذكر أن البيانات المذكورة أدلى بها الراعي بعد تصويت المجلس التشريعي على مشروع القانون وأن الهيئة التشريعية، في جميع الاحتمالات، لم تعرف أي جزء من آرائه بما يكفي للادعاء بأن دوافعه هي تلك الخاصة بالهيئة التشريعية بأكملها. كما أنه يلفت الانتباه إلى حقيقة أن نفس المشرع ذكر أيضًا أن أحد أهدافه كان حل سوء فهم أن الصلاة الفردية الصامتة محظورة (غير دستورية).
بعد ذلك، لمناقشة الاختلافات بين النظام الأساسي الذي تمت مناقشته وسابقه، يطرح رأي المحكمة بأن إدراج عبارة «أو الصلاة الطوعية» يدعم الدين ويعززه. ويقول إن استدلال المحكمة لهذا الأمر يعتمد على إزالة العبارة من سياقها. ويقارن هذه الإضافة بإضافة عبارة «في عهد الله» إلى عهد الولاء، ويجادل في أن منطق المحكمة سيدين أيضًا البيعة على أنه غير دستوري وبالتالي غير معقول بشكل واضح. عندما يؤخذ في السياق، يقترح، عبارة «أو الصلاة الطوعية» دستورية تماما كإجراء لمنع الحظر غير الدستوري للصلاة الفردية.
برغر، في نقطته الثالثة، يستدعي استخدام المحكمة لـ «اختبار الليمون» كمحاولة بطيئة لتطبيق اختبار «مقاس واحد يناسب الجميع» على قضية أقل من المعيار. ويقترح أن استخدام الاختبار يتجاهل واجب المحكمة في فحص النظام الأساسي مقابل أفكار البند التأسيسي وأن قرار القضية يظهر بوضوح هذا القصور.
في ختامه، يكرر القاضي برغر حقيقة أن القانون لم يكن تأييدًا غير دستوريًا وترويجًا للدين سعى إلى إنشاء كنيسة حكومية، ولكنه إجراء دستوري تمامًا مصمم لمنع التعدي غير الدستوري حقًا على حقوق الطلاب في الصلاة بشكل فردي لأنهم رجاء.

### القاضي رينكويست
معارضة القاضي رينكويست لقضية المحكمة العليا الأمريكية، والاس ضد. جفري، يعتمد بشكل كبير على توضيح العيوب الكامنة وراء سوء الفهم المشترك لتصريحات توماس جيفرسون حول «فصل الكنيسة عن الدولة» في رسالته إلى جمعية دانبري المعمدانية. يبدأ بتوضيح أن شرط التأسيس ارتبط ارتباطًا وثيقًا برسالة جيفرسون منذ قضية إيفرسون ضد. مجلس التعليم . ويلفت الانتباه إلى حقيقة أن جيفرسون كتب الرسالة بعد 14 عامًا كاملة من التصديق على التعديلات على الدستور الأمريكي وأن جيفرسون، في ذلك الوقت، كان يقيم في فرنسا. وهكذا، كما يقول، يقدم جيفرسون مصدرًا غير مثالي لخلفية بند التأسيس، بغض النظر عن المعنى المقصود من جيفرسون.
يقترح القاضي رينكويست، بدلاً من ذلك، أن يتجه المرء إلى تصرفات الكونغرس ودور جيمس ماديسون المهم فيه للتعرف على الهدف الأصلي لبند التأسيس. يتابع حديثه بالإشارة إلى المناقشات حول اتفاقيات تصديق المستعمرات. ويشير إلى حقيقة أن الولايات كثيرا ما عارضت التصديق على الدستور بسبب افتقاره إلى وثيقة الحقوق. يعتقد أولئك الذين عارضوا التصديق، بناءً على هذا الأساس، أن الحكومة، بدون مثل هذا التعداد للحقوق، لديها إمكانات كبيرة لاتباع المسار الاستبدادي الذي يرغبون في تجنبه. لحل هذا المأزق، حث ماديسون الكونغرس على النظر في مسودة التعديلات. بعد بعض الوقت من النقاش والمراجعة، تم إنشاء نسخة تُعرف الآن باسم التعديل الأول: «لا يجوز إنشاء أي دين بموجب القانون، ولا يجوز التعدي على الحقوق المتساوية للضمير». قوبلت هذه النسخة بمعارضة من العديد من الممثلين حيث يمكن تفسيرها على أنها «تلغي الدين تمامًا» أو «يتم التعامل معها على أنها مؤذية للغاية لقضية الدين». وعلى هذا الأساس تم اختيار الصيغة النهائية للتعديل والتصديق عليها. وهكذا، كما يقول رينكويست، يمكن للمرء أن يرى بلا منازع أن الروح التي وافق بها الكونغرس على بند التأسيس كانت روح التسامح المنفتح، وليس العداء تجاه الدين.
ثم طرح أسباب توماس جيفرسون لعدم إصدار إعلان عيد الشكر. قال جيفرسون إن المشاركة في الصلاة والتمارين الدينية هي أعمال تأديبية فردية وأن الحق في هذه الأنشطة لا يمكن أن يكون أبدًا أكثر أمانًا من أيدي الناس. من خلال هذا، يؤكد رينكويست أن معنى بند التأسيس كإجراء وقائي لمنع الحكومة من تأسيس دين ولكن ليس لمنع الحرية الفردية في اتباع معتقدات المرء.
في استنتاجه، استنكر رينكويست اختبار الليمون باعتباره "ليس له أساس في التعديل الأول أكثر من نظرية الجدار التي تم إنشاؤها من" فصل الكنيسة عن الدولة "في Everson v. مجلس التعليم . ويقول إنه نظرًا لعدم وجود أساس له في التعديل الذي تم تصميمه لتفسيره، فإنه لا يمكن أن يسفر عن نتائج دستورية يمكن التنبؤ بها عند تطبيقه على القانون.